# Stazione di Perugia Sant'Anna
La stazione di Perugia Sant'Anna è una stazione ferroviaria di Perugia, posta lungo una diramazione della Ferrovia Centrale Umbra. È la più importante delle otto gestite da RFI all'interno del territorio comunale perugino, e la seconda della città dopo quella di Fontivegge.

## Storia

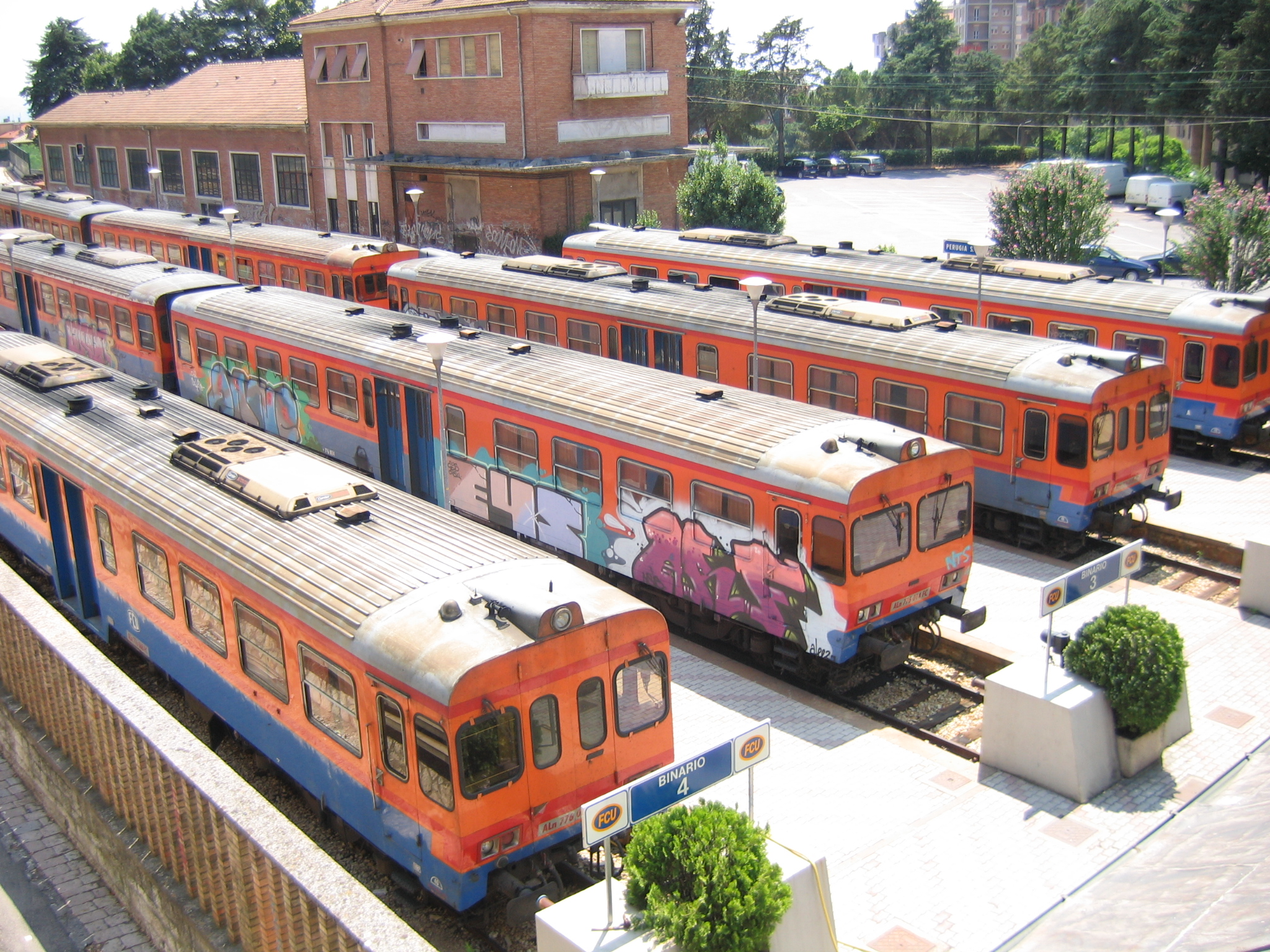
Automotrici Aln 776 in sosta alla stazione (2006); sullo sfondo gli uffici dell'allora FCU.

La stazione, situata a ridosso del centro storico perugino, venne inaugurata il 19 febbraio 1920 con l'apertura dell'antenna dalla stazione di Ponte San Giovanni, per permettere ai treni da Umbertide e da Terni di raggiungere direttamente Perugia, senza necessità di trasbordo sui treni FS.

## Strutture e impianti

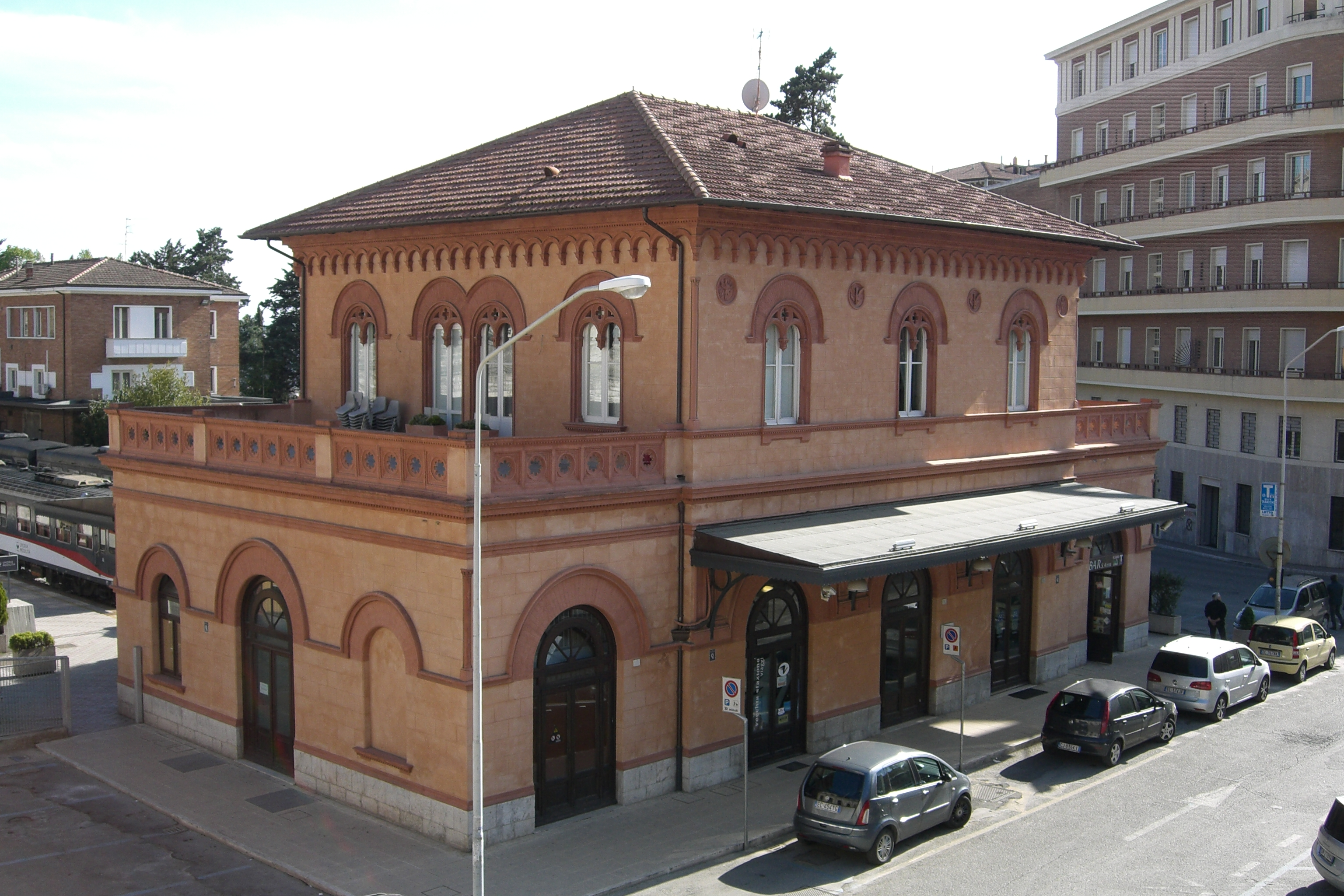
Vista posteriore del fabbricato viaggiatori (2012)

Il fabbricato viaggiatori si presenta come una caratteristica palazzina in stile liberty. L'edificio si compone su due livelli: il primo piano è un'abitazione privata, mentre il piano terra ospita i servizi per i viaggiatori come la biglietteria e la sala d'attesa. Dalla struttura si diramano poi due corpi di minori dimensioni, a un solo piano; il tetto di questi due fabbricati raggiunge le porte-finestre del primo piano, diventando così delle terrazze. In questi fabbricati trovano posto il bar in uno, e parte della sala d'attesa nell'altro.
Peculiarità nell'architettura perugina del primo Novecento, anche questo fabbricato è arricchito da numerosi elementi in terracotta, ravvisabili negli archetti pensili che ornano la base del tetto, nei parapetti delle terrazze, o nelle decorazioni delle porte-finestre. Tre grandi arcate compongono il corpo centrale, queste ultime peraltro protette da una pensilina in ferro battuto su entrambi i lati; al contrario, i due corpi laterali dispongono di una simile pensilina unicamente sul lato binari.
Il piazzale conta quattro binari tutti tronchi. Essendo la linea della Ferrovia Centrale Umbra a binario unico, il solo binario 2 risulta di corretto tracciato mentre gli altri sono accessibili tramite deviatoio percorribile a 30 km/h. Affacciati alla banchina del binario 1 sono inoltre presenti alcuni edifici che ospitano uffici e officine di Umbria Mobilità.
Tra il febbraio 2017 e il settembre 2022 la stazione è stata oggetto di un'opera di ammodernamento che ha visto il raddoppio del binario e l'elettrificazione di tutta la linea, in modo tale da permettere ai nuovi treni elettrici di percorrerla; nella circostanza la gestione della stazione è passata da Umbria Mobilità a RFI, quest'ultima occupatasi di tutti gli interventi di manutenzione.

## Movimento
La stazione era servita da collegamenti regionali gestiti da Busitalia; dal 1º gennaio 2024 la gestione è passata a Trenitalia.

## Servizi

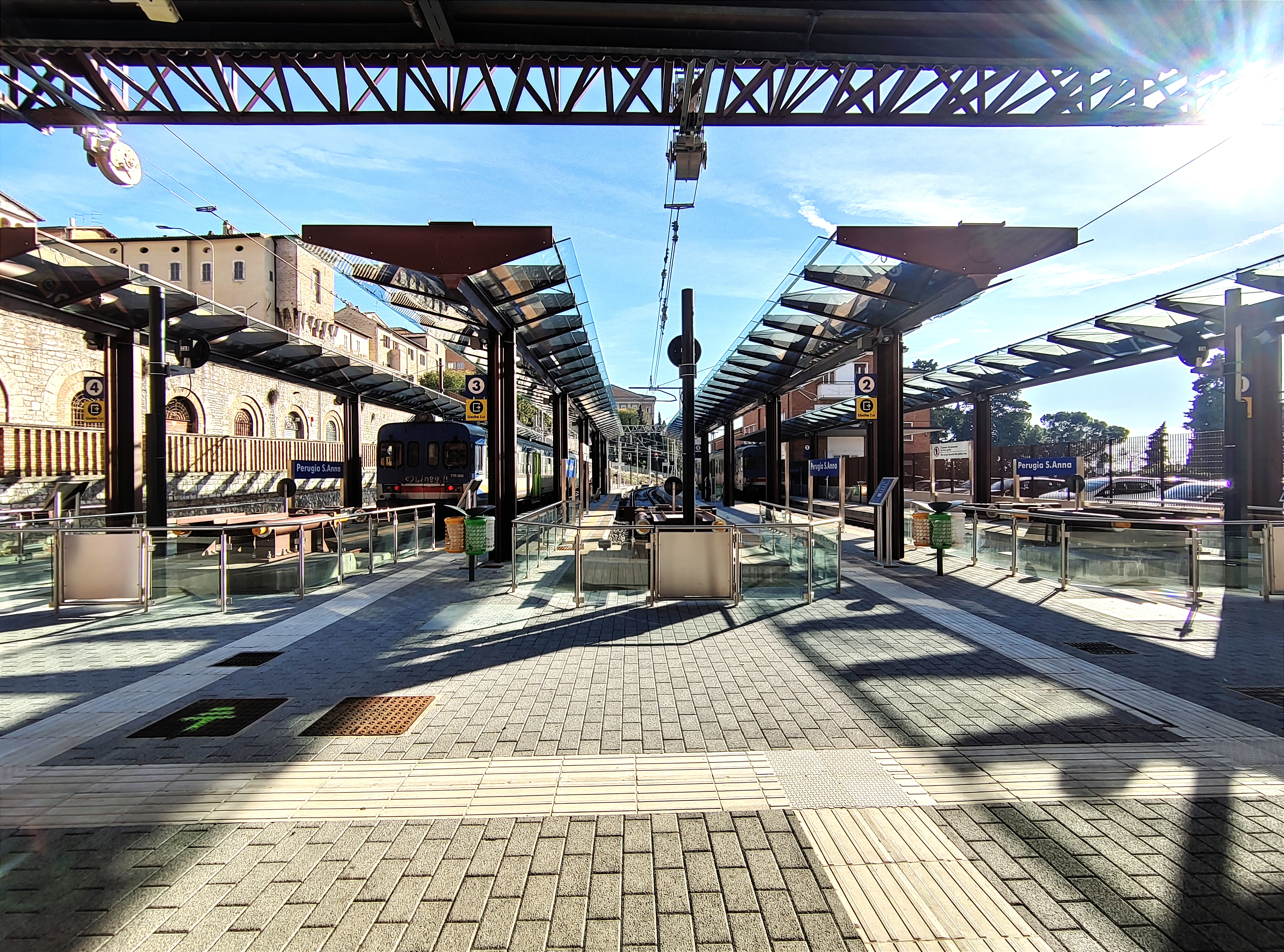
Panoramica delle banchine (2023)

La stazione offre i seguenti servizi:
- Biglietteria a sportello
- Sala d'attesa
- Servizi igienici
- Bar

## Interscambi
La stazione è servita dalle autolinee urbane e interurbane gestite da Busitalia. Una diramazione della tranvia di Perugia, attivata il 19 febbraio 1920 e in servizio solamente fra il 1921 e il 1932, collegava la località Ponte San Giovanni con la stazione di Perugia Sant'Anna.
- Fermata autobus